# Summer Time Rendering
«Летнее время» (яп. サマータイムレンダ, англ. Summer Time Rendering) — манга, созданная Ясунори Танака. Публиковалась в цифровом журнале Shonen Jump+ с октября 2017 до февраля 2021 года. Аниме-адаптация производства OLM выходила в эфир с апреля по сентябрь 2022 года. Также анонсированы игровой фильм, видеоигра и эскейп-рум.

## Сюжет
Симпэй Адзиро возвращается в родной город на похороны своей сводной сестры Усио Кофунэ. История на этом закончилась бы, но Симпэй Адзиро узнал, что смерть Усио Кофунэ была не несчастным случаем, а убийством.

### Место действия
Действие происходит в июле 2018 года на Хитогасиме, вымышленном острове, прототипом которого стал реальный остров Томогасима в проливе Китан (префектура Вакаяма). Настоящая Томогасима не имеет постоянного населения и входит в состав национального парка Сето-Найкай, однако, Танака изобразил на ней городок с населением около 700 человек, основанный на районе Када в городе Вакаяма. Ещё одним прототипом Хитогасимы послужил обитаемый остров Внутреннего моря Огидзима в префектура Кагава. Очертания и рельеф Хитогасимы практически в точности повторяют таковые у Томогасимы, топонимы (Таканосуяма, Торадзима, Таканосу и т. д.) также взяты с реального острова. Ряд реальных объектов, существующих на Томогасиме (в основном, развалины военных укреплений императорской армии) также присутствуют и на вымышленном острове.

### Персонажи
Симпэй Адзиро (яп. 網代 慎平 Адзиро Симпэй) — добросердечный 17-летний парень, когда-то жил на Хитогасиме. После гибели родителей рос в приютившей его семье Кофунэ. Чтобы стать независимым и не обременять приёмную семью, за 2 года до происходящих в произведении событий уехал в Токио. Возвращение на остров на похороны Усио вовлекает его в раскрытие тёмных тайн Хитогасимы. Когда Симпэй теряет самообладание или расстраивается, он начинает мыслить очень рационально. Является поклонником Нагумо Рюносукэ, автора детективного романа, действие которого происходит на Вакаяме. К какой-то момент до начала событий его правый глаз стал светло-голубым, что ознаменовало начало его способности после смерти переноситься в альтернативные временные линии.
Сэйю: Нацуки Ханаэ
Усио Кофунэ (яп. 小舟 潮 Кофунэ Усио) — старшая дочь семьи Кофунэ, сводная сестра Симпэя, утонувшая во время попытки спасти маленькую девочку. Её гибель заставляет Симпэя вернуться на Хитогасиму. Наполовину француженка, из-за чего имеет светлые волосы и глаза, за что в детстве подвергалась насмешкам других детей, называвших её гайдзином. Усио смелая, напористая и вспыльчивая, что даёт ей способность быстро действовать в неожиданных ситуациях. После её смерти перед Симпэем появляется её Тень, которую другие тени объявили дефективной, поскольку та не желает действовать против людей. Тень Усио обычно носит школьный купальник, который настоящая Усио носила в момент копирования.
Сэйю: Анна Нагасэ
Мио Кофунэ (яп. 小舟 澪 Кофунэ Мио) — младшая сестра Усио, тайно влюблена в Симпэя. В отличие от Усио, Мио тихая и застенчивая, а также более смуглая, как их мать-японка. Из-за этих различий с Усио Мио ненавидит себя. Тень Мио, в отличие от настоящей Мио, очень безэмоциональная. Тень всегда носит матросскую школьную форму, которую Мио носила в момент сканирования, в качестве оружия использует кухонный нож.
Сэйю: Сахо Сирасу
Хидзуру Минаката (яп. 南方 ひづる Минаката Хидзуру) / Рюносукэ Нагумо (яп. 南雲 竜之介 Нагумо Рюносукэ) — писательница в жанре ужасов и детективов, пишущая под псевдонимом Нагумо Рюносукэ. Автор романа «Болотник», основанного на истории с тенями. Хидзуру умна и рациональна, умеет делать точные выводы и тщательно планировать действия. Также является отличным бойцом. Внутри неё находится тень её брата-близнеца Рюносукэ, что даёт ей способность обнаруживать тени и в бою двигаться с их скоростью, хотя эти нечеловеческие способности ограничены человеческой физиологией её тела. Родилась и до 14 лет жила на Хитогасиме, но покинула остров после того, как человеческий Рюносукэ был убит тенями. Вернулась после того, как получила голосовое сообщение от Усио.
Сэйю: Ёко Хикаса
Со Хисигата (яп. 菱形 窓 Хисигата Со:) — лучший друг Симпэя на острове. Старший ребёнок семьи Хисигата, владеющей больницей на Хитогасиме. У Со доброе сердце, он очень ценит человеческую жизнь и страстно хочет стать врачом, чтобы помогать людям. Влюблён в Мио. Присоединяется к Симпэю в борьбе против теней.
Сэйю: Кэнсё Оно
Гиндзиро Нэдзу (яп. 根津 銀次郎 Нэдзу Гиндзиро:) — пожилой охотник с острова, союзник Хидзуру в борьбе против теней. Подобно Хидзуру, умело обращается с оружием, очень меткий стрелок.
Сэйю: Дзин Ураяма
Токико Хисигата (яп. 菱形 朱鷺子 Хисигата Токико) — сдержанная и скрытная младшая сестра Со, лучшая подруга Мио.
Сэйю: Маки Кавасэ
Масахито Каракири (яп. 雁切 真砂人 Каракири Масахито) / Сидэхико Хисигата (яп. 菱形秀彦 Хисигата Сидэхико) — местный священник на острове. Его настоящая личность — Сидэхико Хисигата, основатель клана Хисигата, живший 300 лет назад. Является гибридом человека и тени.
Сэйю: Кацуюки Кониси
Сиори Кобаякава (яп. 小早川 栞 Кобаякава Сиори) — подозрительная маленькая девочка, во время спасения которой из моря гибнет Усио.
Сэйю: Риэ Кугимия
Хируко (яп. ヒルコ Хируко) / Хайнэ (яп. ハイネ Хайнэ) — божество острова Хируко-сама, Мать всех теней, принявшая облик маленькой девочки Хайнэ, с которой встретилась, впервые попав на остров.
Сэйю: Мисаки Куно
Рюносукэ Минаката (яп. 南方 竜之介 Минаката Рю:носукэ) — брат-близнец Хидзуру, убитый Хайнэ 14 лет назад. Тень Рюносукэ, отделившись от Хайнэ, вселилась в Хидзуру, создав внутри неё вторую личность. Помогает Хидзуру в бою, беря на себя контроль над её телом.
Сэйю: Юко Сампэй
Тэцу Тоцумура (яп. 凸村 哲 Тоцумура Тэцу) — дальний родственник семьи Кофунэ, единственный полицейский на острове. Лентяй и неряха.
Сэйю: Ёдзи Уэда
Сэйдо Хисигата (яп. 菱形 青銅 Хисигата Сэйдо:) — отец Со и Токико, владелец местной больницы, врач и судмедэксперт.
Сэйю: Акио Оцука
Алан Кофунэ (яп. 小舟 アラン Кофунэ Аран) — отец Усио и Мио, по происхождению француз, приёмный отец Симпэя. Содержит кафе под названием «Бистро Кофунэ». Его жена умерла при родах Мио.
Сэйю: Тэссё Гэнда

## Медиа

### Аниме
Аниме-адаптация была анонсирована в феврале 2021 года, позже было подтверждено, что это будет 25-серийный телесериал. Продюсером сериала выступила компания OLM, режиссёром — Аюму Ватанабэ, сценаристом — Хироси Секо, дизайнером персонажей — Мики Мацумото, а художественным оформлением занялся Кусанаги. Кейити Окабе, Рюичи Такада и Кэйго Хоаси сочинили музыку в МОНАКЕ. Сериал транслировался с 15 апреля по 30 сентября 2022 года на телеканалах Tokyo MX, BS11 и Kansai TV. 
Disney Platform Distribution лицензировала аниме. Даты международного релиза варьируются в зависимости от региона, начиная с 4 мая 2022 года в Индонезии, Малайзии и Таиланде; 1 июня 2022 года в Австралии, Гонконге, Новой Зеландии, Сингапуре и Тайване; 20 июля 2022 года в Южной Корее; и 19 октября 2022 года в Индии на канале Disney+ Hotstar. 11 января 2023 года Udon Entertainment объявила через Twitter, что сериал стал доступен на Hulu в Соединённых Штатах.
Первая открывающая тема аниме — «Hoshi ga Oyogu» (星が泳ぐ, «The Stars Swim») группы Macaroni Empitsu, а первая закрывающая музыкальная тема — «Kaika» (回夏) группы cadode. Вторая открывающая музыкальная тема — «Natsuyume Noisy» (夏夢ノイジー) в исполнении Асаки, а вторая закрывающая музыкальная тема — «Shitsuren Song Takusan Kiite Naite Bakari no Watashi wa Mō» (失恋ソング沢山聴いて 泣い)てばかりの私はもう) Ририи.

### Список серий
| |                                                                                            |                 |             |                  |                  |
| 1 | Прощайте, летние дни «Саёнара нацу но хи» (さよなら夏の日)                                 | Синдзи Мацуда   | Хироси Сэко | Аюму Ватанабе    | 15 апреля 2022   |
| Симпэю снится сон, в котором его подруга детства Усио просит защитить её сестру Мио. Он просыпается на пароме и случайно падает на грудь сидящей напротив молодой женщины. Паром направляется на остров Хитогасима — Симпэй едет домой на похороны Усио, которая недавно погибла, утонув во время купания. На пирсе Симпэя встречает Мио, которая падает в воду, не затормозив на велосипеде. На похоронах его друг Со рассказывает, что Усио утонула, когда пыталась спасти маленькую девочку по имени Сиори Кобаякава. В ночь после похорон Тэцу Тоцумура, родственник семьи Кофунэ и единственный полицейский на острове, встречает Мио, неподвижно смотрящую в окна своего дома. Со по телефону говорит Симпэю, что на шее у Усио обнаружили следы от удушья, но поскольку все свидетели сообщили об утоплении, полиция это проигнорировала, назвав дело несчастным случаем. Мио отдаёт Симпэю кулон из раковины, который тот когда-то подарил Усио. На следующее утро Тоцумура говорит Симпэю, что вся семья Кобаякава куда-то исчезла, предположив, что они сбежали из-за долгов. Мио, услышавшая это, рассказывает Симпэю, что за неделю до этого Сиори встретила своего двойника. Их разговор слышит пожилой охотни Нэдзу, который рассказывает легенду о преследующей жителей острова «теневой болезни» — когда человек заболевает, его тень оживает и принимает его облик, а затем убивает человека и его родственников. Мио признаётся, что за 3 дня до гибели Усио они вместе видели также и её двойника. По легенде, очиститься от болезни можно в святилище Хито на острове, поэтому Симпэй и Мио направляются туда. Возле святилища они видят Сиори. Погнавшись за ней, они попадают в лес, где видят окровавленную женщину, которую Симпэй встретил на пароме. Она пытается что-то сказать Симпэю, но получает вторую пулю и умирает. Обернувшись, Симпэй видит двойника Мио, который приставил пистолет к голове настоящей Мио. Двойник убивает Мио, а затем и Симпэя. Внезапно Симпэй приходит в себя на пароме, в тот момент, когда он упал на грудь женщины. |                                                                                            |                 |             |                  |                  |
| 2 | Тени «Кагэ» (影)                                                                           | Дзюнити Ямамото | Хироси Сэко | Дзюнити Ямамото  | 22 апреля 2022   |
| Симпэй убеждает себя, что всё произошедшее было кошмарным сном. Но прибыв на остров, он обнаруживает, что всё идёт точно также, как в первый раз, а также замечает вспышку на похоронах Усио. В этот раз Симпэй выходит из дома на улицу и видит, как Тень Мио неподвижно смотрит в окно, а также убивает проезжающего мимо Тоцумуру, заменив его тенью. Прежде чем появляется тень Тоцумуры, Симпэй видит вспышку, а также отпечаток в форме тела, который остаётся на месте, где лежал исчезнувший труп. Но в момент, когда Симпэй наблюдает за этой сценой, ему звонит Со. Тени обнаруживают Симпэя, и Тень Мио убивает его. Симпэй слышит призрак Усио, который вновь просит его защитить Мио. Симпэй снова приходит в себя, на этот раз на пирсе паромной станции. В этот раз он не даёт Мио упасть с пирса. Осмотрев её велосипед, он замечает, что его тормоз был умышленно повреждён. Женщина с парома издалека наблюдает за событиями, и отправляет кому-то голосовые сообщения, в которых подробно описывает происходящее. Симпэй делает ложный вызов полиции, таким образом не дав Тоцумуре появиться возле дома Мио, а сам прячет телефон с включённой камерой, чтобы записать на видео Тень Мио. Он также замечает, что один из его глаз поменял цвет. Он показывает Мио видеозапись, как доказательство того, что «теневая болезнь» реальна, и Тень Мио хочет убить настоящую Мио. Мио понимает, что Усио была убита своей тенью. |                                                                                            |                 |             |                  |                  |
| 3 | Дрейфующая на берегу «Хё:тяку» (漂着)                                                      | Нобу Исида      | Хироси Сэко | Кэйта Нагахара   | 29 апреля 2022   |
| Мио говорит, что им нужно спасти Сиори, которая тоже видела свою тень, но Симпэй, опасаясь за Мио, идёт в дом Сиори один. Там он обнаруживает отпечатки тел, которые доказывают, что родители Сиори были убиты тенью после похорон, и что вместо Сиори на похоронах на самом деле присутствовала её тень. Из этого следует, что настоящая Сиори была убита ещё до того, как Симпэй приехал на остров. Симпэй безуспешно пытается найти женщину с парома. Тоцумура, уехавший на ложный вызов, не убит, поэтому исчезновение семьи Сиори расследуется должным образом, на остров приезжает следователь. Тоцумура отдаёт Симпэю телефон Усио, настаивая, что Симпэй позже узнает, для чего. Нуждаясь в помощи, Симпэй рассказывает всё Со, и тот предполагает, что раз тени можно сфотографировать, значит у них есть физические тела и их можно уничтожить. Мио предлагает спросить об этом священника в святилище Хируко, но Симпэй предлагает сделать это завтра, так как именно в святилище в прошлой временной линии их убила Тень Мио, а завтра будет летний фестиваль, поэтому там будет людно. Как и в прошлый раз, Мио дарит Симпэю кулон Усио. На следующий день на острове проходит летний фестиваль. На фестивале Симпэй понимает, что Со влюблён в Мио, но после глупой конфронтации говорит, что она ему дорога лишь как сестра, и это вызывает у самой Мио разочарование. Внезапно Симпэю кажется, что он видит в толпе Усио. Он бежит, пытаясь её найти и прибегает на пляж. Там он видит Усио, которая смотрит фейерверк. |                                                                                            |                 |             |                  |                  |
| 4 | Жамевю «Дзямэву» (未視感)                                                                  | Рюта Ямамото    | Хироси Сэко | Рёта Айкэй       | 6 мая 2022       |
| Усио, одетая в купальник, как в момент своей смерти, уверена, что жива, но вспоминает, что умерла, желая сказать Симпэю, что любит его. Симпэй подозревает, что перед ним тень, которая на самом деле уверена, что является настоящей Усио. Усио настаивает на встрече со своими друзьями и семьёй, но Симпэй сердито отказывается. Мио звонит на телефон Симпэя, но Усио отвечает на него, прежде чем тот успевает её остановить. Приказав Усио спрятаться, Симпэй идёт обратно в святилище. Возле святилища Со признаётся Мио в любви, но Мио отвергает его чувства. Внезапно появляется Усио, но Мио, уверенная, что это тень, называет её чудовищем, что сильно расстраивает Усио. Симпэй ругает Усио за то, что она привлекает нежелательное внимание и внезапно ломает ей запястье. Становится ясным, что это не Симпэй, а его тень. Десятью минутами ранее настоящий Симпэй встречает Тень Мио вместе со своей тенью — его образ и воспоминания были скопированы в тот момент, когда он был в доме Сиори. Тень Симпэя копирует его последние воспоминания, после чего понимает, что Симпэй может переноситься назад во времени, и поэтому останавливает Тень Мио от того, чтобы убить Симпэя. Тень Симпэя идёт, чтобы найти в святилище Усио, которая на самом деле является тенью, по какой-то причине предавшей других теней. Тень Мио начинает пытать Симпэя, рассказав ему, что их главная цель — воскрешение спящей Матери. Симпэя внезапно спасает женщина с парома, которая стреляет Тени Мио в голову. |                                                                                            |                 |             |                  |                  |
| 5 | Вихрь «Удзу» (渦)                                                                          | Синдзи Мацуда   | Хироси Сэко | Аюму Ватанабэ    | 13 мая 2022      |
| Тень Мио исчезает, а женщина представляется как Нагумо Рюносукэ, которая пришла, чтобы спасти Симпэя. Она рассказывает, как отличить тени от настоящих людей — их настоящим телом является тень на земле, а не фальшивая трёхмерная проекция, поэтому тени не любят, когда на тень кто-то наступает. Симпэй спешит назад в святилище и обнаруживает, что все люди там были убиты гигантской тенью. Гигантская тень идентифицирует один глаз Симпэя как глаз Матери, которая контролирует время. Тень Усио настаивает, что является человеком, и отказывается помогать другим теням. Мио погибает и дезинтегрируется. Гигантская тень поглощает другие тени и дезинтегрирует трупы людей, посылая во всех направлениях огромную тень, поглощающую всех на острове. Над святилищем появляется красный свет, появляется пробудившаяся Мать, имеющая образ маленькой девочки, в которой Нагумо узнаёт кого-то по имени Хайнэ. Поскольку все вокруг мертвы, Симпэй умоляет Нагумо убить его, чтобы он смог запустить новую временную линию. Гигантская тень пытается их остановить, но ей не даёт этого сделать Тень Усио, позволив Нагумо застрелить Симпэя в голову и крикнув, что в следующий раз она его точно спасёт. Пока он летит назад во времени, Усио снова просит его спасти Мио. Снова вернувшись в 22 июля, Симпэй осознаёт, что период, на который он может вернуться назад, медленно сжимается, поскольку теперь он появился не на пароме или на пристани, а почти возле дома Мио. Зная, что до воскрешения Матери осталось 3 дня, он настроен в этот раз всё сделать правильно. |                                                                                            |                 |             |                  |                  |
| 6 | Орбитальный резонанс «Кидо: кёмэй» (軌道共鳴)                                              | Ёсицугу Кимура  | Хироси Сэко | Синго Канэко     | 20 мая 2022      |
| Во время этой временной линии становится известно, что Нагумо прибыла на остров, уже зная о существовании теней. Каракири Масахито, священник острова, приветствует её на похоронах Усио, назвав при этом именем Минаката Хидзуру. Становится ясным, что, что она тоже выросла на острове. Симпэй, желая всё в этот раз сделать правильно, использует способ Нагумо для обнаружения теней и понимает, что на похоронах не только Сиори, но и её родители являются тенями. Симпэй получает телефонный номер Нагумо в зашифрованном виде от Алана, отца Усио и Мио. Расшифровав номер, он звонит по нему, но ему отвечает Нэдзу Гиндзиро. Он же идёт с Симпэем на встречу. Чтобы убедиться, что Симпэй — человек, Нэдзу из укрытия стреляет по его тени. Тем временем Нагумо устраивает засаду в мужском туалете и бьёт молотом по тени Алана, таким образом убив тень и спасши настоящего Алана. Симпэй встречает Нэдзу, который теперь ему доверяет, и представляет его Нагумо. Услышав от Симпэя некоторые закодированные отсылки, Нагумо осознаёт, что он является путешественником во времени, который встретил её в будущем, и кому она в будущем доверяет. Симпэй плачет, наконец осознав, что встретил союзника, который понимает, что происходит. |                                                                                            |                 |             |                  |                  |
| 7 | Смертельный враг «Кю:тэки» (仇敵)                                                          | Ю Харима        | Хироси Сэко | Миюки Сугавара   | 27 мая 2022      |
| Нагумо рассказывает Симпэю, что 14 лет назад тень убила её брата, заставив её покинуть остров и поменять имя, а позже написать несколько книг, основанных на собственных переживаниях. Нэдзу объясняет, что если убить тень, которая кого-то скопировала, то скопированного человека нельзя будет скопировать вновь. Нагумо отправляется в дом Сиори, чтобы убить её тень и теней, принявших облик её родителей. Наблюдая за поведением Нагумо, Симпэй приходит к выводу, что она страдает раздвоением личности. Одной из этих личностей является Хидзуру, которая пишет книги, второй — её убитый тенями младший брат Рюносукэ. Нагумо убивает тени родителей Сиори, в то время как Нэдзу и Симпэй заманивают Тень Сиори в ловушку. Тень признаёт, что это она убила Усио, что их план завершён, и теперь она и её семья могут уйти домой. Нагумо убивает тень, после чего подтверждает, что у в ней уживаются две личности. Большую часть времени она является Хидзуру, а Рюносукэ это личность её брата, которая выходит тогда, когда она сама не справляется с битвой. Нагумо это их общее вымышленное имя, и они держат связь, записывая друг другу голосовые сообщения. Симпэй возвращается домой и встречает Мио за приготовлением еды, чего она никогда не делает, после чего осознаёт, что его действия каким-то образом поменяли ход событий. Он просит Мио уйти из комнаты, пытаясь запустить события по прежней линии, но в этот момент появляется Тень Усио. |                                                                                            |                 |             |                  |                  |
| 8 | Мементо «Мэмэнто» (メメント)                                                               | Юри Хагивара    | Хироси Сэко | Акинори Фудэсака | 3 июня 2022      |
| Удивлённый Симпэй замечает, что Тень Усио появилась намного раньше, чем в прошлый раз, при этом она помнит предыдущую петлю и пытается предотвратить все смерти, вызванные воскрешением Матери. Она прячется от Мио в комнате Симпэя. Пока они едят, он дотрагивается до её тени. Усио чувствует прикосновение, таким образом подтверждая, что является тенью. Симпэй хочет её уничтожить, но не может заставить себя это сделать. Тень Усио заставляет случайно заставляет исчезнуть купальник, в который одета, что вынуждает её надеть одежду Симпэя, а также показывает, что не может исчезнуть в свою тень, как это делают другие тени. Внезапно заходит тень Мио и нападает на Симпэя, но Тень Усио его защищает. Тогда тень Мио втыкает нож в Тень Усио на полу, таким образом ранив Усио в руку, и требует у неё объяснить, почему она их предала, на что Усио отвечает, что сделала это потому что любит Симпэя. В это время из-за окна Нэдзу стреляет в голову тени Мио из снайперской винтовки, позволяя Симпэю воткнуть ножь в её тень и таким образом убить её. В комнату заходит Нагумо, которая сообщает, что настоящая Мио в безопасности, и пытается убить Тень Усио, но Симпэй умоляет этого не делать. Внезапно Нагумо узнаёт голос Усио - именно она оставила Нагумо голосовое сообщение, заставившее её приехать на остров. Они пытаются обработать раненую руку Усио, но рука исчезает. Нагому снова прослушивает сообщение от Усио, которая предупреждает её о тенях и просит доверять Симпэю, но сама Тень Усио этого не помнит и не узнает Нагумо. Нагумо и Нэдзу соглашаются её пощадить, но предупреждают, что если она попытается сделать что-то плохое, то будет сразу убита. На следующий день Симпэй показывают Усио своему другу Со, что сильно того пугает. Они дают Усио её телефон, полученный от Тоцумуры, Усио разблокирует его, чтобы показать им видео, записанное в день смерти. |                                                                                            |                 |             |                  |                  |
| 9 | Мои льющиеся слёзы «Нагарэё вага намида» (流れよ我が涙)                                    | Hotline         | Хироси Сэко | Кэйсукэ Иноэ     | 10 июня 2022     |
| На видео можно увидеть, что настоящая Усио и её Тень общаются друг с другом и отлично ладят. Усио знала, что, возможно, скоро погибнет, и хотела, чтобы Симпэй знал, что Тень Усио — добрая. Она объясняет, что первой появилась Тень Сиори, а её собственная тень появилась вскоре после этого. Они выследили Тень Сиори до заброшенной больницы, которая когда-то принадлежала Сэйдо Хисигата, отцу Со. Там ещё одна тень попыталась скопировать Усио, а также напала на Тень Усио, ранив её в тень и таким образом доказав, что она является копией. Они убили новую тень и записали видео для Симпэя, которое он смог бы посмотреть только в случае если Тень Усио использует свой отпечаток пальца, чтобы разблокировать телефон. Опечаленная Тень Усио показывает им запись своих воспоминаний о том, что случилось после этого. В день гибели Усио они вместе попытались спасти Сиори от Тени Сиори, но им не удалось этого сделать, в результате чего Сиори была убита и заменена Тенью Сиори, которая затем утянула Усио под воду. Тень Усио поклялась помочь Симпэю всех спасти до 24 июля, когда возвращается Мать. Внезапно воспоминания Усио захватывает Тень Сиори, которая нападает на Симпэя, затем превратившись в Мать, и клянётся, что на этот раз Симпэй от неё не уйдёт. Когда Тень Усио заканчивает показывать воспоминания, Симпэй обнаруживает метку в форме ладони на том месте, где его схватила Мать, что доказывает, что это действительно произошло. |                                                                                            |                 |             |                  |                  |
| 10 | Во тьму «Ями но нака э» (闇の中へ)                                                         | Дзюнити Ямамото | Хироси Сэко | Дзюнити Ямамото  | 17 июня 2022     |
| Симпэй решает, что им нужно проверить заброшенную больницу. Полицейский по имени Миура расспрашивает Мио и её подругу Токико о семье Сиори. Исследуя больницу, Со находит бутылку с хлоридом ртути, сильным ядом, который раньше использовался в медицине. Также он находит статую бога Эбису, покровителя рыбаков, но поскольку статуя изображает женщину, Симпэй понимает, что она изображает Эбису в момент рождения, когда он был похожим на пиявку существом, которое, как считалось, имело два пола. Они также обнаруживают секретную дверь. Симпэй осознаёт, что статуя изображает беременную богиню Хируко, после чего Тень Усио догадывается просканировать статую и обнаруживает у неё в животе ключ и создаёт его дупликат. За потайной дверью они находят туннель, который тени используют для передвижений по острову. Они встречают тень с телом огромного деформированного ребёнка, и когда та на них нападает, у них получается её убить. Тень Усио начинает снова истекать кровью, осознав, что нанесённая ей Тенью Мио рана на самом деле была не исцелена, а просто временно сокрыта, что означает, что нанесённая её настоящему телу рана не зажила. Внезапно они слышат звук выстрела и идут на шум, попав из туннеля в большую пещеру. Тень Усио начинает паниковать, когда обнаруживает, что в пещере находятся сотни теней в образе огромных младенцев, которые их быстро окружают. |                                                                                            |                 |             |                  |                  |
| 11 | Время трапезы «Сёкудзи но дзикан» (食餌の時間)                                             | Нобу Исида      | Хироси Сэко | Хироаки Симура   | 24 июня 2022     |
| Нэдзу и Нагумо готовятся спуститься в канализацию. Тень Сиори появляется перед Мио и Тоцумурой. Поскольку Сиори официально числится пропавшим ребёнком, Тоцумура по должности должен за ней проследовать. Симпэй, Со и Тень Усио обивают теней-младенцев и замечают, что пещера покрыта кораллами и соединена с океаном. По тому, что кораллы растут без воды, они понимают, что те также являются тенями. Состояние руки Тени Усио заметно ухудшается, и единственный способ её вылечить, повторно скопировать настоящую Усио, что невозможно. Чтобы остановить боль, она удаляет повреждённую руку. Внезапно появляется Токико. Нэдзу осознаёт, что туннель ведёт в утерянную пещеру Хируко, где её изначально выбросило на берег, и вход в которую был запечатан армией во время первой Японо-китайской войны. Нэдзу и Нагумо видят Мио и Тоцумуру, и пытаются их спасти. Симпэй пытается застрелить тень Токико, но попадание пули в тень ничего ей не делает, после чего он понимает, что это настоящая Токико. Отец Со и Токико появляется с трупом офицера Миуры и скармливает его теням. Со понимает, что его отец и сестра оба находятся на стороне теней. Нэдзу и Нагумо встречают Тень Сиори, которая на самом деле оказывается Матерью в облике Сиори. Нагумо приветствует её, назвав именем Хайнэ. Внезапно появляется гигантская тень, которая убивает Нэдзу и серьёзно ранит Нагумо. Токико хочет показать им правду, но просит Симпэя сохранить её в тайне от Мио, что бы ни случилось, Симпэй соглашается. Она отводит их в святилище, где они видят Мать/Хайнэ, сидящую под капельницей. Хайнэ говорит, что настало время трапезы. |                                                                                            |                 |             |                  |                  |
| 12 | Кровавая ночь «Ти но ёру» (血の夜)                                                         | Дзюн Синохара   | Хироси Сэко | Масаси Кодзима   | 1 июля 2022      |
| Токико объясняет, что Хайнэ, она же Мать, это богиня Хируко, и что её семья в течение многих поколений служила ей, скармливая ей тела умерших пациентов их клиники. Хайнэ съедает тело Миуры и готовится съесть тело Усио, которое было заменено перед кремацией. Токико признаётся, что служит Хайнэ, потому что та обещала воскресить её умершую мать, когда к ней вернутся силы. Симпэй и Тень Усио перехватывают тело Усио, которое Тень Усио повторно сканирует, таким образом полностью восстановив повреждённую руку. Симпэй пытается застрелить Хайнэ, но Гигантская тень, поймавшая Мио, отрезает ему пальцы. Гигантская тень предаёт Токико и убивает её и Со. Тоцумура находит раненую Нагумо, которая просит его донести её к Симпэю. Хайнэ забирает свой глаз и головы Симпэя, но тот возвращается обратно. Тогда она захватывает Тень Усио, чтобы её «перепрограммировать». Гигантская тень раскрывает, что Симпэй имеет способность видеть множественные временные линии и выбирать одну из них для рендеринга себя в ней, но он может делать это только в случае, когда его мозг переносит смерть, поэтому они будут насильно удерживать его живым. После этого Гигантская тень убивает Мио. Появляется Тоцумура с Нагумо, которая пытается застрелить Симпэя, но гигантская тень её убивает. Но Симпэй проглатывает хлорид ртути, который они прихватили в больнице, и таким образом погибает. Тень Усио начинает сопротивляться Хайнэ и биться с ней. Гигантская тень пытается убить Тень Усио, но Симпэй утягивает её назад во времени и они вместе появляются в момент встречи с Нагумо и Нэдзу, когда Симпэй впервые убедил Нагумо, что является путешественником во времени. |                                                                                            |                 |             |                  |                  |
| 13 | Друзья «Томодати» (トモダチ)                                                               | Хаято Сакай     | Хироси Сэко | Хаято Сакай      | 8 июля 2022      |
| Симпэй и Усио возвращаются в момент, когда он рассказал Хидзуру и Нэдзу, что является путешественником во времени. Хидзуру понимает, что глаз Симпэя, который позволяет ему возвращаться назад, сделан из теней и что эту силу ему дала Усио. После того как Усио показывает им свои воспоминания из предыдущих временных линий, они решают, что во избежание дальнейших неудач им всем нужно работать вместе. Со пытается поговорить с отцом, но тот не желает этого делать. Симпэй, Усио, Хидзуру и Нэдзу приходят в дом семьи Кобаякава, ожидая того же победного исхода, что и в прошлых линиях. Однако, в этот раз их подстерегает там не только Хайнэ, но и Сидэ — четырехрукая Гигантская Тень. Тень выбрасывает Хидзуру в окно и раздавливает её голову, делая тоже самое с Нэдзу. Хайнэ раскрывает, что её метка, помещённая на руку Симпэя, теперь позволяет им за ним следить через все временные петли и переносится вместе с ним. Прежде чем тени успевают его схватить, Усио отрубает ему голову. Вместо того, чтобы сразу перенестись назад, Симпэй и Усио видят воспоминания Хидзуру о событиях, произошедших 14 лет назад. Они видят её вместе с настоящим Риносуке, её братом. Они следят за ними до ресторана Кофунэ, где Симпэй видит, как его живые родители общаются с Каракири и Аланом. Хидзуру рассказывает младшему брату и своей подруге Асако (будущей матери Сиори), что она встретила новую подругу на горе Таканосу. Они в дождь идут к заброшенной больнице Хисигата, где выясняется, что подруга Хидзуру это Хайнэ, которая ждёт их в больнице. |                                                                                            |                 |             |                  |                  |
| 14 | Быть / не быть (to be/not to be)                                                           | Makaria         | Хироси Сэко | Ясунори Ватанабэ | 15 июля 2022     |
| Симпэй и Усио совершают путешествие по воспоминаниям Хидзуру, когда та была старшеклассницей, появляясь и исчезая из её встреч с Хайнэ на втором этаже заброшенной больницы. Из-за частых встреч Хидзуру и Хайнэ постепенно сближаются. В один из визитов Хидзуру случайно встречается с Нэдзу, который охотится на змей. Он советует Хидзуру не ходить по опасному месту, но та упорствует. Настойчивость Хидзуру заставляет Риносуке и Асако беспокоиться. Когда Хидзуру вовремя не возвращается из Коба-марта, они решает, что это происходит из-за её «подруги» на горе Таканосу. Переживая, что Хидзуру слишком увлечётся тем, что она делает, Риносуке идёт по её следам в заброшенную больницу. Там он встречает обезумевшую Хайнэ, которая его тут же убивает. Заметив вспышку, Хидзуру бежит к больнице и видит, как окровавленная Хайнэ поглощает её убитого брата. Хидзуру противостоит Хайнэ, которая впадает в неистовство, теряет глазное яблоко и в панике погружается в свою тень, чтобы сбежать. Когда Хидзуру остаётся одна, на неё нападают двое теней-младенцев, но подоспевший Нэдзу её спасает. Теневые данные Риносуке попадают в тело Хидзуру и он берёт на себя управление им, чтобы справиться с младенцами. Хидзуру покидает Хитогасиму, издалека Хайнэ говорит ей, что убъёт её во время их следующей встречи. Симпэй и Усио возвращаются в следующую временную линию, как раз в тот моент, когда они сместе с Хидзуру и Нэдзу собираются разобраться с Сиори в доме Кобаякава. Уже зная, что их там теперь ждёт Гигантская тень Сидэ, он отменяет план и формирует новый, используя способность Тени Усио передавать воспоминания, чтобы привлечь к участию Со, Токико, Тоцумуру и Мио. Беседуя с Сидэ в доме Кобаякава, Хайнэ раскрывает, что с каждой новой смертью время, на которое Симпэй может вернуться назад, сокращается, и когда оно сократится до нуля, он умрёт навсегда. Как только Симпэй и его друзья собираются действовать, Симпэй снова переносится назад, что обозначает, что он был моментально убит. |                                                                                            |                 |             |                  |                  |
| 15 | Свет, камера, мотор «Райцу, камэра, акусён» (ライツ カメラ アクション)                     | Тэцуо Ядзима    | Хироси Сэко | Тэцуо Ядзима     | 22 июля 2022     |
| Симпэй осознаёт, что произошло, и приходит к выводу, что было ошибкой выставлять Нэдзу так далеко. Он также замечает, что «горизонт событий» почти его настиг, поэтому если он умрёт слишком рано, то не сможет снова перенестись назад, и тени победят. Его группа занимает позиции в школе, в то время как Хайнэ, Сидэ и сотни других теней смело к ним приближаются. Токико, Со и Мио работают вместе, чтобы победить и захватить Тень Мио, в то время как Нэдзу и Хидзуру/Риносуке уничтожают других теней. Хайнэ и Сидэ преследуют Усио и Симпэя. Сидэ поглощает десятки теней, чтобы получить из них силу и скорость, близко преследуя Усио, которая пробирается в спортзал. Они думают, что загнали её в угол, но Усио неожиданно превращает свои волосы в бензин, который она ранее скопировала, и обливает их. Симпэй поджигает Хайнэ, Сидэ и другие тени. Тени мгновенно умирают, но Хайнэ спасается из огня. Тоцумура отвлекает их внимание, что позволяет Симпэю подстрелить Хайнэ, а Усио схватить её. Усио начинает разлагать Хайнэ, заметно ослабленный Сидэ хватает Усио и затягивает её в огонь, а также стреляет в Симпэя. Он желает проверить свою теорию о том, что Усио навсегда исчезнет, если погибнет раньше Симпэя, но Усио удаётся его обмануть и нанести удар сзади. Когда она начинает его стирать, внутри Сидэ проступает человеческое тело, но в этот момент Хайнэ использует свою силу, чтобы скопировать и стереть весь воздух в спортзале. Огонь сразу гаснет и ей с Сидэ удаётся сбежать, в то время как Тоцумура и Симпэй почти задыхаются. После битвы Симпэй бросается к Усио, которая выглядит совершенно истощённой. Видя её беспокойство из-за своего ранения, он открыват, что с ним всё в порядке, поскольку он прочитал в интернете, как сделать пуленепробиваемый жилет. Группа радуется, что им удалось выжить и победить в этот раз, Усио перерезает связь пойманной Тени Мио с Хайнэ. |                                                                                            |                 |             |                  |                  |
| 16 | Оригинал «Оридзинару» (オリジナル)                                                         | Йосицугу Кимура | Хироси Сэко | Кэндзи Маэба     | 29 июля 2022     |
| Симпэй допрашивает Тень Мио о её происхождении и о способностях теней. Тень теперь на их стороне, и она полна решительности. Токико в ярости, что тени скопировали Мио и пытались её убить. Группа выбирает следующую задачу — захватить и допросить Сэйдо Хисигату. Обнаружив, что его дом Хисигата пуст, они направляются в действующую клинику, где Токико ведёт всех к секретному входу в морг, соединённый с пещерой Хируко. Они обнаруживают тень Титосэ Хисигаты, которая душит своего мужа. Усио удаётся освободить её от контроля Хайнэ. Со реанимирует своего отца, но тот не желает говорить, и хладнокровно стреляет в Токико. Однако, Токико оказывается Тенью Мио, поскольку настоящая Токико была скопирована и осталась с настоящей Мио. Видя, что Сэйдо отказывается что-то говорить, Тень Мио пытается его просканировать, чтобы узнать, что у него в голове. Но ей не удаётся этого сделать, и это свидетельствует о том, что Сэйдо уже когда-то скопировали, а его тень-копию убили. Осознав это, Сэйдо срывается. Симпэй видит, на Нэгоро убегает с трупом настоящей Усио. Когда появляется настоящая Токико, Сэйдо рассказывает, что его заветной мечтой было сделать всю свою семью тенями, и уйти с Хайнэ на высший уровень бытия, туда, откуда она пришла. Он объясняет, что если Хайнэ будет убита, все остальные тени, включая Титосэ и Усио, также умрут, но Тень Усио готова принять эту жертву. Сэйдо и Токико достают из тайного сейфа книгу, где подробно описываются люди, которых скормили Хайнэ, среди них и родители Симпэя. Сэйдо рассказывает, что морские биологи Адзиро обнаружили пещеру Хируко, из-за чего Сидэ их убил, а Сэйдо скормил их трупы Хайнэ. |                                                                                            |                 |             |                  |                  |
| 17 | Решение «Кэцудан» (決断)                                                                   | Норико Тадзири  | Хироси Сэко | Рюси Токунага    | 5 августа 2022   |
| Тень Усио рассказывает Хидзуру об увиденных ими воспоминаниях Хидзуру, предполагая, что она является частью Хайнэ, которая откололась от той, когда она поглотила Рюносукэ. Усио переживает, что может стать злой подобно тому, как это случилось с Хайнэ, но Хидзуру обещает, что убьёт её, если это случится. Между Мио и Тенью Мио происходит разговор по душам, где Мио признаётся, что ненавидит себя из-за того, что не похожа на свою сестру. Сэйдо раскрывает Со правду о том, что их мать на самом деле умерла из-за болезни много лет назад, но была заменена тенью. Токико успокаивает Симпэя, предлагая ему поспать, поскольку он фактически не спал с тех пор, как попал во временную петлю. Ночью Нэдзу и Тень Усио идут домой к Нэдзу, где тот раскрывает, что держит в плену тень, что скопировала и убила его жену. Усио предлагает ему разорвать связь тени с Хайнэ, но Нэдзу отказывается и наконец решается убить эту тень. Сидэ поглощает Нэгоро, чтобы омолодить своё теневое тело. Мио находит несколько волос настоящей Усио, что позволяет Тени Усио скопировать их и таким образом залечить раны. Группа разделяется на отдельные миссии — Симпэй и Усио начинают охоту на тень, что убила и скопировала их учительницу средней школы Канаэ Хитобути, в то время как остальные исследуют дома и жизнь людей, тени которых видели во время битвы в спортзале, что свидетельствует о том, что эти люди были скопированы и ликвидированы. После победы над тенью Канаэ, Усио на короткий момент говорит голосом Хайнэ. Команда перегруппировывается, находя отсутствие теней и их активности подозрительной. Они подозревают, что тени скрываются до наступления фестиваля, поэтому решают пойти поговорить со священником Каракири о его отмене. |                                                                                            |                 |             |                  |                  |
| 18 | Лицом к лицу «Таймэн» (対面)                                                               | Дзюнити Ямамото | Хироси Сэко | Дзюнити Ямамото  | 12 августа 2022  |
| Симпэй и Усио садятся, чтобы поговорить с Каракири, в то время как остальные слушают их разговор. После первоначального обмена любезностями, Симпэй наводит на Каракири пистолет и показывает ему фотографию, сделанную десятки лет назад, на которой изображён Каракири, выглядящий точно также, как сейчас. Он говорит, что узнал от Сэйдо правду — на самом Каракири это Сидэхико Хисигата, основатель клана Хисигата, муж настоящей Хайнэ, которую скопировала Хируко, попав на остров. Раз в несколько лет он традиционным способом зачинает с Хайнэ ребёнка, который является гибридом человека и тени, и поэтому физически является точной копией Сидэхико. Потом предыдущий Сидэхико копирует в ребёнка свои личность и воспоминания, и таким образом остаётся молодым и живёт уже несколько столетий. Симпэй пытается убедить его оставить Хайнэ в покое, но Сидэ насмехается по поводу совершённого им убийства родителей Симпэя. Не желая, чтобы Симпэй стал убийцей, Усио вмешивается и отрубает Сидэ верхнюю половину головы. Но их радость оказывается преждевременной — уничтоженный ими Сидэ оказазывается клоном. Настоящий Сидэ, всё ещё оправляющийся от ожогов после битвы в спортзале, разрезает Усио пополам и пронзает Симпэя своей нагинатой, приколов его к дереву. Хидзуру и Токико уже не успевают вмешаться, и Симпэй умирает, возвращаясь в тот момент, когда они с Усио спасли детей от тени учительницы. Однако, Усио с ним рядом уже нет, поскольку в предыдущей временной линии она погибла до того, как умер Симпэй. Симпэй срывается — он был готов умереть, узнав правду о своих родителях, но не был готов потерять Усио. |                                                                                            |                 |             |                  |                  |
| 19 | Созданный из черноты «Мэйдо ин буракку» (メイドインブラック)                               | Нобу Исида      | Хироси Сэко | Акинори Фудэсака | 19 августа 2022  |
| Хайнэ призывает теней, чтобы напасть на Симпэя и детей. Однако, когда Симпэй тянется в карман за кулоном Усио из раковины, Хайнэ пугается и тени отступают. Симпэй пытается позвонить своим друзьям, но в горах нет сигнала. Тем временем Хайнэ использует облик Симпэя, чтобы вызвать группу Хидзуру на небольшой островов Торадзима в северо-восточной части Хитогасимы. Когда Симпэй дома узнаёт от Алана, что остальные вышли ему навстречу, он понимает, что Хайнэ скопировала его в третьей временной линии и теперь использует его облик в текущей восьмой линии. Он также находит пригвождённую Тень Мио, которая показывает ему свои воспоминания о том, как настоящая Мио пригвоздила её, поверив словам Хайнэ в облике Симпея, что после стирания Тени Усио взлом Тени Мио будет отменён. Хайнэ звонит Симпэю и предлагает ему выбор: спасти Хидзуру, Нэдзу, Тоцумуру и Токико на Торадзиме от Хайнэ и Сидэ, или спасти Со и Мио в саду Алана от клона Сидэ. На Торадзиме Рюносукэ вступает в бой с Сидэ. Раскрывается секрет происхождения Рюносукэ: 14 лет назад Хайнэ убила и попыталась его скопировать, но её человеческая личность не смогла смириться с тем, что она убила брата лучшей подруги. Не желая этого принять, Хайнэ изгнала эту часть из себя вместе с данными Рюносукэ, которые после этого попали в тело Хидзуру. Но из-за ошибки временные координаты Рюносукэ сместились на 2 секунды вперёд, поэтому Рюноске может управлять телом Хидзуру из двухсекундного будущего, давая ей преимущество в бою. Сидэ говорит, что его броня сделана из теней умерших людей. Хидзуру говорит Рюносукэ вступить в бой с Сидэ, и сделать всё, что потребуется, даже если это уничтожит её тело. |                                                                                            |                 |             |                  |                  |
| 20 | Всё (не) потеряно (All is (not) lost)                                                      | Ю Харима        | Хироси Сэко | Миюки Сугавара   | 26 августа 2022  |
| Используя воспоминания из разных временных петель, Хидзуру осознаёт, что цели, преследуемые Сидэ, отличаются от целей Хайнэ, и пытается столкнуть их друг с другом. У Рюносукэ получается разоружить Сидэ, после чего Хидзуру переносит его данные напрямую в броню Сидэ, состоящую из пустых теней, позволяя брату взять броню под контроль и создать собственное тело. Однако, без поддержки Рюносукэ, Хидзуру получает сильные травмы, заставляя Токико вступить в бой вместе с её тенями. Тем временем Симпэй и Тень Мио удерживаются клоном Сидэ, который раскрывает им, что Со и Мио были скормлены настоящему телу Хайнэ, что подтверждает Тень Мио, способная почувствовать смерть скопированного ей тела. Она обезглавливает Сидэ и пытается его просканировать, но выясняет, что его тело не хранит никаких воспоминаний. Они следуют по кровавому следу из канализации и находят смертельно раненую Токико, которая едва успела спастись после того, как Нэдзу и Тоцумура пожертвовали собой. Симпэй решает ещё раз вернуться в прошлое и стреляется. Сдвинувшись назад во времени лишь немного, он немедленно спасает Тень Мио, и с её помощью догоняет Со и Мио до того, как в саду Алана на них нападает клон Сидэ. Используя возможности Тени Мио, он быстро добирается до Торадзимы и встречает остальных членов группы. Но к несчастью для них, перенос Симпэя дал Хайнэ достаточно информации о битве с Хидзуру в прошлой временной линии, чтобы он смог победить её в противостоянии, пронзив нагинатой. Симпэй лезет в карман, и это заставляет Хайнэ отступить. Он хочет снова застрелиться, чтобы перейти в новую петлю, но Тень Мио останавливает его, напоминая, что он уже достиг предела для перемещений, и в этот раз умрёт окончательно. Смертельно раненая Хидзуру на последнем дыхании сообщает, что Сидэ и Хайнэ преследуют разные цели, и в реальности Сидэ её использует, а также передаёт Симпэю теневые данные Рюносукэ. |                                                                                            |                 |             |                  |                  |
| 21 | Самый длинный день Симпэя Адзиро «Адзиро Симпэй но итибан нагай хи» (網代慎平の一番長い日) | Кацуя Осима     | Хироси Сэко | Кацуя Осима      | 2 сентября 2022  |
| Пока Симпэй оплакивает Хидзуру, Сэйдо сообщает ему о местонахождении её тела. Симпэй настаивает, что причиной её смерти должно считаться убийство, они начинают теоретизировать о существовании второго Сидэ. К удивлению Сэйдо, Симпэй предсказывает удар молнии, таким образом подтверждая, что в нём теперь находятся данные Рюносукэ, и он перенял способность видеть на 2 секунды вперёд. Тень Мио помогает Симпэю понять, почему Хайнэ и Сидэ испугались кулона из раковины — прежде чем быть убитой Сидэ, Тень Усио сохранила в нём свои воспоминания и узнанную ей из сканирования Сидэ информацию. На Симпэя снисходит прозрение, что оригинальная Тень Усио из 3-й временной линии, которая каким-то образом смогла переноситься в новые линии вместе с ним, вернётся на пляж Омото 24 числа, в день фестиваля. Со винит себя за то, что не смог помочь Симпэю нести бремя ответственности. Позже он снова решает рассказать Мио о своих чувствах, но та снова ему отказывает. Со также побуждает Мио признаться в чувствах к Симпэю, но тот показывает, что Мио для него как младшая сестра, а чувства у него есть только к Усио. Токико успокаивает её, а Тень Мио теоретизирует, что у Мио всё ещё есть шанс, учитывая, что в случае победы над Хайнэ Тень Усио также исчезнет. Симпэй и Токико объясняют его догадку Сэйдо, Нэдзу и Со. Симпэй показывает, что кулон всё время поворачивается на юг, по направлению к Тени Усио, которая всё ещё дрейфует где-то в море после атаки Хайнэ-Сиори. Они предполагают, что позже прилив должен вынести её на берег. Чтобы не дать Сидэ и Хайнэ добраться до неё первыми, они решают превентивно её найти с помощью теней-младенцев Токико. 24 июля Сидэ объявляет, что фестиваль переносится на пляж. Через Симпэя Рюносуке благодарит Нэдзу за спасение Хидзуру много лет назад. Хайнэ в обличье Симпэя приходит к Сидэ поговорить, но Тоцумура её замечает. Хайнэ осознаёт, что местоположение Симпэя теперь блокируется таким же образом, как положение Сидэ, когда тот носит свою броню из теней. Сидэ парирует, что все бродячие тени под предводительством второго Сидэ находятся в море в поисках Тени Усио. Хотя тени всё-таки засекают Симпэя, ему удаётся найти находящуюся без сознания Тень Усио, разбудить её и восстановить её воспоминания с помощью кулона из раковины. Хотя второму Сидэ удаётся уничтожить теней-младенцев Токико, Усио удаётся освободиться, оттолкнув Сидэ и уничтожив несколько бродячих теней.                    |                                                                                            |                 |             |                  |                  |
| 22 | Возвращение «Хо:мукамингу» (帰還)                                                          | Hotline         | Хироси Сэко | Ясунори Ватанабэ | 9 сентября 2022  |
| Сидэ замечает, что его броня и тени, атакованные Усио, не восстанавливаются, и понимает, что она теперь может стирать тени одним прикосновением. Заметив травмы, полученные Симпэем в результате того, что Рюносукэ использовал его тело в бою, она хочет наброситься на Сидэ, он тень Мио, которая маскировалась под видом часов Симпэя, останавливает её и делится с ней планом. Хайнэ, используя облик Симпэя, пытается выяснить его план, прежде чем сказать Сидэ не дать Симпэю снова погибнуть. Благодаря двухсекундному предвидению Рюносукэ, Симпэй избегает атаки Сидэ и убивает себя, увлёкши Усио в новую временную петлю. Когда они возвращаются назад, группа выходит из теней-младенцев Токико, Хайнэ приходит в ярость, узнав, что Симпэй установил начальную точку петли в том моменте, когда группа уже проникла в пещеру Хируко. Хайнэ немедленно посылает Сидэ вниз к её настоящему телу в пещере, попадаясь в план Симпэя по прекращению резни на фестивале. Группу задерживают бродячие тени, поэтому Токико остаётся, чтобы выиграть время с помощью своих теней-младенцев. Но дальше группу останавливает стена теней, которая является частью самого тела Хируко. Симпэй раскрывает своё секретное оружие — скопированные фейерверки с фестиваля, которые предоставила Тень Мио. Пока Сидэ и Хайнэ в форме Симпэя спешат вниз к настоящему телу Хируко, фейерверки пробивают стену и группа продолжает путь. Второй Сидэ догоняет их у стены, поэтому Нэдзу остаётся позади, чтобы его задержать. Группа прибывает к телу Хируко, где Хайнэ и Сидэ наносят им удар сверху. Усио заставляет Сидэ обороняться, но Симпэй не может использовать способность предвидения Рюносукэ из-за того что Хайнэ видит действия Рюносукэ и может телепатически информировать о них Сидэ. Тень Мио удаётся загнать Хайнэ в ловушку, в результате чего у Со получается её пригвоздить. Мио ранит Хайнэ, из-за чего та не может передавать информацию Сидэ, что позволяет Усио его убить. Но второй Сидэ, поглотивший множество бродячих теней, прорывается сквозь теневую стену. Усио отражает его атаки и наносит удары телу Хируко. Теневая броня Сидэ растворяется и Тень Мио наносит ему удар прямо в мозг. Симпэй видит, что у Усио вместо правого глаза снова появляется красный глаз Хайнэ. Правый глаз у Симпэя и Усио начинает кровоточить, Тень Мио сбита с толку фактом того, что они с Тенью Усио всё ещё живы. В этот момент появляется безликий Сидэ с фестиваля в третьей временной петле. |                                                                                            |                 |             |                  |                  |
| 23 | Потусторонний мир «Токоё» (常世)                                                           | Ханако Уэда     | Хироси Сэко | Ханако Уэда      | 16 сентября 2022 |
| Третий Сидэ появляется со смертельно раненой Хайнэ, превратившейся в младенца. Он ругается на Хайнэ, поскольку теперь она стала бесполезной для его цели. Симпэй выражает ему своё отвращение, Сидэ разрезает тень Хайнэ, открывая портал в находящийся вне времени мир Теней. Он прыгает туда, захватив то, что осталось от Хайгэ, Симпэй и Усио следуют за ним, желая помешать его конченой цели. Симпэй просыпается во вневременном мире, разделённый с Усио. Чтобы облегчить его боль, Рюносукэ берёт контроль над его телом, они отправляются на поиски Усио. Следуя её сигналу, они ищут её в городке, являющемся отражением их реального посёлка на Хитогасиме в мире теней, и обнаруживают её в состоянии срыва, окружённую бродячими тенями. Усио понимает, что появилась из той части Хируко, которая изначально была Хайнэ, оригинальным человеком, которого скопировала Хируко и с которым подружилась Хидзуру. Из неё появляется настоящая Хайнэ и сообщает, что именно Сидэ принудил Хируко/Хайнэ начать покорение мира, желая получить её глаза, с помощью которых он смог бы управлять пространством и временем. Симпэй приходит к заключению, что Сидэ одержим идеей «выдернуть вилку из розетки» для мира, подобно персонажу видеоигры, который хочет победить, отключив консоль в реальном мире, что и является той желаемой им «концовкой». В этот момент начинается бомбардировка Вакаямы звеном американских истребителей B-29, сверху одного из которых сидит Сидэ с останками младенца Хируко, привязанного к его доспехам. Хайнэ объясняет, что самолёты были насильно вызваны Сидэ через воспоминания Хируко. Хайнэ останавливает снаряды в воздухе, открывая Усио путь к Сидэ. Во время боя Усио получает ранение и вынуждена использовать свою более молодую копию, но ей удаётся стереть левую половину доспехов Сидэ. Но увидев, что внутри доспехи пусты, она понимает, что настоящий Сидэ всё ещё находится в реальном мире, удалённо контролируя свою броню через Хируко. Он обманом заманил их в мир теней, чтобы лишить их двухсекундного преимущества Рюносукэ. Доспехи бросаются на Усио, которая падает с неба без сознания. |                                                                                            |                 |             |                  |                  |